# Martins Fontes (editora)
Martins Fontes, por vezes creditada como Livraria Martins Fontes Editora – LMFE, foi uma editora brasileira, a qual contava também com uma rede de livrarias.

## História
Após ter inaugurado a Livraria Martins Fontes em Santos em 1960, Waldir Martins Fontes (1934-2000) fundou, no início da década de 1970, a Editora Martins Fontes na cidade de São Paulo.
Com a morte de Waldir, a editora passou a ser administrada por Evandro M. Martins Fontes e Alexandre Martins Fontes, herdeiros do fundador. Sua sócia majoritária passou a ser a viúva Norma Martins Fontes, que veio a falecer em 23 de julho de 2018.

José de Barros Martins, Guilherme de Almeida, Carlos Ribeiro, Manuel Bandeira e Carlos Drummond de Andrade, em 1959.

Em novembro de 2000, Evandro, filho mais novo de Waldir, criou um departamento editorial independente, o qual chamou de "selo Martins", em homenagem à Livraria Martins Editora (1937-1974), fundada por José de Barros Martins, editor que ajudou a construir a história do livro no Brasil.
Nos anos 2000, foram criadas duas novas empresas, que passaram a dar continuidade ao projeto editorial da Martins Fontes: o antigo selo editorial Martins passou a ser uma nova casa editorial, a "Martins Fontes - selo Martins", inicialmente também chamada Martins Editora, de Evandro (2005); por sua vez, Alexandre, filho mais velho de Waldir, fundou a Editora WMF Martins Fontes (2009).
Notar que o também santista José Martins Fontes (1884-1937), médico e poeta brasileiro, e sua respectiva família não têm absolutamente nada a ver com a editora Editora Martins Fontes brasileira, segundo seu biógrafo, Rui Calisto, o qual, aliás, é proprietário da Editora Martins Fontes Portugal, sem relação com a empresa brasileira.

## Livrarias
Localizada na Avenida Paulista, centro financeiro de São Paulo, uma das livrarias hoje está ocupando uma área de 700 metros quadrados, onde estão expostos mais de 80 mil títulos, entre nacionais e importados, a livraria Martins Fontes Paulista é hoje uma referência no cenário livreiro nacional.
A livrarias Martins Fontes contam com um vasto acervo nas áreas das Ciências Humanas, Artes, Arquitetura, Psicologia, Literatura Infantil e Juvenil, além de livros para o ensino de idiomas. Estas três livrarias são administradas pelo herdeiro Evandro M. Martins Fontes.